# Jan van der Noot
Jan van der Noot, auch Jonker van der Noot (* 1539 in Brecht; † 1595 in Antwerpen) war ein brabantischer Dichter.

## Leben
Noot floh 1567 von Antwerpen nach England, wo er einige Jahre als verfolgter Calvinist lebte. Später ging er nach Frankreich und Deutschland und kehrte 1578 als pro-spanischer Katholik nach Antwerpen zurück. Noot war der erste Renaissance-Dichter der Spanischen Niederlande. Sein „Het Bosken“, das 1570 in London erschien, folgte Pierre de Ronsard. Einige seiner Werke wurden sofort ins Deutsche und Französische übersetzt. Seine letzten Jahre verbrachte er als Lohnschreiber in Antwerpen. 1580 bis 1595 erschienen mehrere Auflagen seiner poetische Werke.

Er selbst bezeichnet sich als Brabante, wie sich aus folgender Literaturstelle ergibt:
THEATRVM || das ist/|| Schawplatz/ darein die ei=||telheit der jrdischen vnnd vergenckli=||chen dingen vnd die vbertreffenlichste Gottli=||che vnd Himlische sach getzeigt ... || wird ... || Allen liebhabern des G[oe]ttlichen Worts/|| der Poeterey vnd M[ae]lerey.|| Durch || H. Johan von der Noot Edelman auß || Brabant/ erstlich in Brabandisch beschrie=||ben/ jetz aber in Oberlendisch teutsch || vbergesatzt/ durch Balthasarn || Froe Rechenmeistern || zu C[oe]ln.

1572 (VD16 Nummer 32463)

## Werke (Auswahl)
- Karel Porteman (Hrsg.): Verscheidene poetixe wercken. Acco, Groningen 1990, ISBN 90-334-2215-8.